# Puchar Świata w łyżwiarstwie szybkim 1999/2000
Puchar Świata w łyżwiarstwie szybkim 1999/2000 był 15. edycją tej imprezy. Cykl rozpoczął się 13 listopada 1999 roku w niemieckim Inzell, a zakończył 20 lutego 2000 roku w holenderskim Heerenveen.
Puchar Świata rozgrywano w 8 miastach, w 7 krajach, na 2 kontynentach. Heerenveen dwukrotnie gościło zawodników.
Wśród kobiet triumfowały Niemki: Monique Garbrecht na 500 m i 1000 m oraz Gunda Niemann-Stirnemann na 1500 m i w klasyfikacji 3000/5000 m. Wśród mężczyzn zwyciężali: Kanadyjczyk Jeremy Wotherspoon na 500 m i 1000 m, Norweg Ådne Søndrål na 1500 m oraz Holender Gianni Romme w klasyfikacji 5000/10 000 m.

## Medaliści zawodów

### Kobiety

#### Wyniki
| Data                 | Miejsce                                                     | Konkurencja                                                 | Zwycięzca                                                   | 2. miejsce                                                  | 3. miejsce                                                  |
| -------------------- | ----------------------------------------------------------- | ----------------------------------------------------------- | ----------------------------------------------------------- | ----------------------------------------------------------- | ----------------------------------------------------------- |
| 13-14 listopada 1999 | Inzell                                                      | 3000 m (13 listopada)                                       | Gunda Niemann-Stirnemann                                    | Claudia Pechstein                                           | Renate Groenewold                                           |
| 13-14 listopada 1999 | Inzell                                                      | 1500 m (14 listopada)                                       | Gunda Niemann-Stirnemann                                    | Maki Tabata                                                 | Renate Groenewold                                           |
| 20-21 listopada 1999 | Heerenveen                                                  | 5000 m (20 listopada)                                       | Gunda Niemann-Stirnemann                                    | Claudia Pechstein                                           | Anni Friesinger                                             |
| 20-21 listopada 1999 | Heerenveen                                                  | 1500 m (21 listopada)                                       | Anni Friesinger                                             | Renate Groenewold                                           | Song Li                                                     |
| 27-28 listopada 1999 | Berlin                                                      | 500 m (27 listopada)                                        | Eriko Sanmiya                                               | Monique Garbrecht                                           | Catriona Le May Doan                                        |
| 27-28 listopada 1999 | Berlin                                                      | 1000 m (27 listopada)                                       | Monique Garbrecht                                           | Eriko Sanmiya                                               | Sabine Völker                                               |
| 27-28 listopada 1999 | Berlin                                                      | 500 m (28 listopada)                                        | Monique Garbrecht                                           | Eriko Sanmiya                                               | Sabine Völker                                               |
| 27-28 listopada 1999 | Berlin                                                      | 1000 m (28 listopada)                                       | Eriko Sanmiya                                               | Monique Garbrecht                                           | Edel Therese Høiseth                                        |
| 4-5 grudnia 1999     | Warszawa                                                    | 500 m (4 grudnia)                                           | Tomomi Okazaki                                              | Eriko Sanmiya                                               | Monique Garbrecht                                           |
| 4-5 grudnia 1999     | Warszawa                                                    | 1000 m (4 grudnia)                                          | Sabine Völker                                               | Eriko Sanmiya                                               | Edel Therese Høiseth                                        |
| 4-5 grudnia 1999     | Warszawa                                                    | 500 m (5 grudnia)                                           | Monique Garbrecht                                           | Eriko Sanmiya                                               | Catriona Le May Doan                                        |
| 4-5 grudnia 1999     | Warszawa                                                    | 1000 m (5 grudnia)                                          | Marianne Timmer                                             | Edel Therese Høiseth                                        | Monique Garbrecht                                           |
| 11-12 grudnia 1999   | Innsbruck                                                   | 500 m (11 grudnia)                                          | Monique Garbrecht Tomomi Okazaki                            |                                                             | Swietłana Żurowa                                            |
| 11-12 grudnia 1999   | Innsbruck                                                   | 1000 m (11 grudnia)                                         | Monique Garbrecht                                           | Emese Hunyady                                               | Sabine Völker                                               |
| 11-12 grudnia 1999   | Innsbruck                                                   | 500 m (12 grudnia)                                          | Monique Garbrecht                                           | Swietłana Żurowa                                            | Edel Therese Høiseth                                        |
| 11-12 grudnia 1999   | Innsbruck                                                   | 1500 m (12 grudnia)                                         | Monique Garbrecht                                           | Becky Sundstrom                                             | Edel Therese Høiseth                                        |
| 15-16 stycznia 2000  | 97. mistrzostwa Europy w wieloboju 2000 – Hamar             | 97. mistrzostwa Europy w wieloboju 2000 – Hamar             | 97. mistrzostwa Europy w wieloboju 2000 – Hamar             | 97. mistrzostwa Europy w wieloboju 2000 – Hamar             | 97. mistrzostwa Europy w wieloboju 2000 – Hamar             |
| 22-23 stycznia 2000  | Butte                                                       | 500 m (22 stycznia)                                         | Tomomi Okazaki                                              | Monique Garbrecht                                           | Eriko Sanmiya                                               |
| 22-23 stycznia 2000  | Butte                                                       | 1000 m (22 stycznia)                                        | Eriko Sanmiya                                               | Catriona Le May Doan                                        | Monique Garbrecht                                           |
| 22-23 stycznia 2000  | Butte                                                       | 500 m (23 stycznia)                                         | Eriko Sanmiya                                               | Catriona Le May Doan                                        | Swietłana Żurowa                                            |
| 22-23 stycznia 2000  | Butte                                                       | 1000 m (23 stycznia)                                        | Chris Witty                                                 | Edel Therese Høiseth                                        | Monique Garbrecht                                           |
| 26-27 stycznia 2000  | 31. Mistrzostwa świata w wieloboju sprinterskim 2000 – Seul | 31. Mistrzostwa świata w wieloboju sprinterskim 2000 – Seul | 31. Mistrzostwa świata w wieloboju sprinterskim 2000 – Seul | 31. Mistrzostwa świata w wieloboju sprinterskim 2000 – Seul | 31. Mistrzostwa świata w wieloboju sprinterskim 2000 – Seul |
| 29-30 stycznia 2000  | Calgary                                                     | 500 m (29 stycznia)                                         | Tomomi Okazaki                                              | Catriona Le May Doan                                        | Andrea Nuyt                                                 |
| 29-30 stycznia 2000  | Calgary                                                     | 1500 m (29 stycznia)                                        | Claudia Pechstein                                           | Gunda Niemann-Stirnemann                                    | Anni Friesinger                                             |
| 29-30 stycznia 2000  | Calgary                                                     | 1000 m (30 stycznia)                                        | Edel Therese Høiseth                                        | Chris Witty                                                 | Monique Garbrecht                                           |
| 29-30 stycznia 2000  | Calgary                                                     | 3000 m (30 stycznia)                                        | Gunda Niemann-Stirnemann                                    | Claudia Pechstein                                           | Maki Tabata                                                 |
| 5-6 lutego 2000      | 94. mistrzostwa świata w wieloboju 2000 – Milwaukee         | 94. mistrzostwa świata w wieloboju 2000 – Milwaukee         | 94. mistrzostwa świata w wieloboju 2000 – Milwaukee         | 94. mistrzostwa świata w wieloboju 2000 – Milwaukee         | 94. mistrzostwa świata w wieloboju 2000 – Milwaukee         |
| 12-13 lutego 2000    | Baselga di Pinè                                             | 3000 m (12 lutego)                                          | Gunda Niemann-Stirnemann                                    | Anni Friesinger                                             | Claudia Pechstein                                           |
| 12-13 lutego 2000    | Baselga di Pinè                                             | 1500 m (13 lutego)                                          | Gunda Niemann-Stirnemann                                    | Claudia Pechstein                                           | Anni Friesinger                                             |
| 19-20 lutego 2000    | Heerenveen                                                  | 3000 m (19 lutego)                                          | Claudia Pechstein                                           | Gunda Niemann-Stirnemann                                    | Anni Friesinger                                             |
| 19-20 lutego 2000    | Heerenveen                                                  | 1500 m (20 lutego)                                          | Claudia Pechstein                                           | Gunda Niemann-Stirnemann                                    | Maki Tabata                                                 |
| 3-5 marca 2000       | 5. mistrzostwa świata na dystansach 2000 – Nagano           | 5. mistrzostwa świata na dystansach 2000 – Nagano           | 5. mistrzostwa świata na dystansach 2000 – Nagano           | 5. mistrzostwa świata na dystansach 2000 – Nagano           | 5. mistrzostwa świata na dystansach 2000 – Nagano           |

#### Klasyfikacje
| Lp. | Zawodnik             | Punkty |
| --- | -------------------- | ------ |
| 1.  | Monique Garbrecht    | 736    |
| 2.  | Tomomi Okazaki       | 589    |
| 3.  | Eriko Sanmiya        | 575    |
| 4.  | Catriona Le May Doan | 566    |
| 5.  | Andrea Nuyt          | 490    |
| 6.  | Swietłana Żurowa     | 468    |
| 7.  | Sabine Völker        | 422    |
| 8.  | Sayuri Ōsuga         | 329    |
| 9.  | Edel Therese Høiseth | 300    |
| 10. | Tomomi Shimizu       | 266    |

| Lp. | Zawodnik             | Punkty |
| --- | -------------------- | ------ |
| 1.  | Monique Garbrecht    | 725    |
| 2.  | Edel Therese Høiseth | 660    |
| 3.  | Eriko Sanmiya        | 466    |
| 4.  | Sabine Völker        | 432    |
| 5.  | Andrea Nuyt          | 416    |
| 6.  | Emese Hunyady        | 412    |
| 7.  | Catriona Le May Doan | 388    |
| 8.  | Marianne Timmer      | 276    |
| 9.  | Chris Witty          | 273    |
| 10. | Becky Sundstrom      | 265    |

| Lp. | Zawodnik                 | Punkty |
| --- | ------------------------ | ------ |
| 1.  | Gunda Niemann-Stirnemann | 412    |
| 2.  | Claudia Pechstein        | 378    |
| 3.  | Anni Friesinger          | 356    |
| 4.  | Maki Tabata              | 350    |
| 5.  | Renate Groenewold        | 242    |
| 6.  | Emese Hunyady            | 200    |
| 7.  | Warwara Baryszewa        | 174    |
| 8.  | Annamarie Thomas         | 171    |
| 9.  | Tonny de Jong            | 134    |
| 10. | Jennifer Rodriguez       | 127    |

| Lp. | Zawodnik                 | Punkty |
| --- | ------------------------ | ------ |
| 1.  | Gunda Niemann-Stirnemann | 500    |
| 2.  | Claudia Pechstein        | 430    |
| 3.  | Anni Friesinger          | 350    |
| 4.  | Maki Tabata              | 290    |
| 5.  | Renate Groenewold        | 270    |
| 6.  | Barbara de Loor          | 212    |
| 7.  | Eriko Seo                | 184    |
| 8.  | Daniela Anschütz         | 166    |
| 9.  | Tonny de Jong            | 137    |
| 10. | Ludmiła Prokaszowa       | 129    |

### Mężczyźni

#### Wyniki
| Data                 | Miejsce                                                     | Konkurencja                                                 | Zwycięzca                                                   | 2. miejsce                                                  | 3. miejsce                                                  |
| -------------------- | ----------------------------------------------------------- | ----------------------------------------------------------- | ----------------------------------------------------------- | ----------------------------------------------------------- | ----------------------------------------------------------- |
| 13-14 listopada 1999 | Inzell                                                      | 1500 m (13 listopada)                                       | Ådne Søndrål                                                | Jan Bos                                                     | Ids Postma                                                  |
| 13-14 listopada 1999 | Inzell                                                      | 5000 m (14 listopada)                                       | Gianni Romme                                                | Martin Hersman                                              | Bob de Jong                                                 |
| 20-21 listopada 1999 | Heerenveen                                                  | 1500 m (20 listopada)                                       | Ådne Søndrål                                                | Rintje Ritsma                                               | Jan Bos                                                     |
| 20-21 listopada 1999 | Heerenveen                                                  | 10 000 m (21 listopada)                                     | Gianni Romme                                                | Bob de Jong                                                 | Frank Dittrich                                              |
| 27-28 listopada 1999 | Berlin                                                      | 500 m (27 listopada)                                        | Hiroyasu Shimizu                                            | Jeremy Wotherspoon                                          | Jun’ichi Inoue                                              |
| 27-28 listopada 1999 | Berlin                                                      | 1000 m (27 listopada)                                       | Jan Bos                                                     | Jakko Jan Leeuwangh                                         | Jeremy Wotherspoon                                          |
| 27-28 listopada 1999 | Berlin                                                      | 500 m (28 listopada)                                        | Jeremy Wotherspoon                                          | Hiroyasu Shimizu                                            | Lee Kyu-hyeok                                               |
| 27-28 listopada 1999 | Berlin                                                      | 1000 m (28 listopada)                                       | Jakko Jan Leeuwangh                                         | Jeremy Wotherspoon                                          | Choi Jae-bong                                               |
| 4-5 grudnia 1999     | Warszawa                                                    | 500 m (4 grudnia)                                           | Hiroyasu Shimizu                                            | Jeremy Wotherspoon                                          | Manabu Horii                                                |
| 4-5 grudnia 1999     | Warszawa                                                    | 1000 m (4 grudnia)                                          | Michael Künzel                                              | Jakko Jan Leeuwangh                                         | Erben Wennemars                                             |
| 4-5 grudnia 1999     | Warszawa                                                    | 500 m (5 grudnia)                                           | Hiroyasu Shimizu                                            | Jeremy Wotherspoon                                          | Casey Fitzrandolph                                          |
| 4-5 grudnia 1999     | Warszawa                                                    | 1000 m (5 grudnia)                                          | Jakko Jan Leeuwangh                                         | Jan Bos                                                     | Jeremy Wotherspoon                                          |
| 11-12 grudnia 1999   | Innsbruck                                                   | 500 m (11 grudnia)                                          | Hiroyasu Shimizu                                            | Jeremy Wotherspoon                                          | Mike Ireland                                                |
| 11-12 grudnia 1999   | Innsbruck                                                   | 1000 m (11 grudnia)                                         | Jeremy Wotherspoon                                          | Choi Jae-bong                                               | Jan Bos                                                     |
| 11-12 grudnia 1999   | Innsbruck                                                   | 500 m (12 grudnia)                                          | Dmitrij Dorofiejew                                          | Casey Fitzrandolph                                          | Hiroyasu Shimizu                                            |
| 11-12 grudnia 1999   | Innsbruck                                                   | 1500 m (12 grudnia)                                         | Jan Bos                                                     | Michael Künzel                                              | Jeremy Wotherspoon                                          |
| 15-16 stycznia 2000  | 97. mistrzostwa Europy w wieloboju 2000 – Hamar             | 97. mistrzostwa Europy w wieloboju 2000 – Hamar             | 97. mistrzostwa Europy w wieloboju 2000 – Hamar             | 97. mistrzostwa Europy w wieloboju 2000 – Hamar             | 97. mistrzostwa Europy w wieloboju 2000 – Hamar             |
| 22-23 stycznia 2000  | Butte                                                       | 500 m (22 stycznia)                                         | Hiroyasu Shimizu Jeremy Wotherspoon                         |                                                             | Jan Bos                                                     |
| 22-23 stycznia 2000  | Butte                                                       | 1000 m (22 stycznia)                                        | Jeremy Wotherspoon                                          | Mike Ireland                                                | Jakko Jan Leeuwangh                                         |
| 22-23 stycznia 2000  | Butte                                                       | 500 m (23 stycznia)                                         | Hiroyasu Shimizu                                            | Mike Ireland Jeremy Wotherspoon                             |                                                             |
| 22-23 stycznia 2000  | Butte                                                       | 1000 m (23 stycznia)                                        | Jeremy Wotherspoon                                          | Mike Ireland                                                | Erben Wennemars                                             |
| 26-27 stycznia 2000  | 31. Mistrzostwa świata w wieloboju sprinterskim 2000 – Seul | 31. Mistrzostwa świata w wieloboju sprinterskim 2000 – Seul | 31. Mistrzostwa świata w wieloboju sprinterskim 2000 – Seul | 31. Mistrzostwa świata w wieloboju sprinterskim 2000 – Seul | 31. Mistrzostwa świata w wieloboju sprinterskim 2000 – Seul |
| 29-30 stycznia 2000  | Calgary                                                     | 500 m (29 stycznia)                                         | Jeremy Wotherspoon                                          | Mike Ireland                                                | Jan Bos                                                     |
| 29-30 stycznia 2000  | Calgary                                                     | 1500 m (29 stycznia)                                        | Jakko Jan Leeuwangh                                         | Ådne Søndrål                                                | Jan Bos                                                     |
| 29-30 stycznia 2000  | Calgary                                                     | 1000 m (30 stycznia)                                        | Jeremy Wotherspoon                                          | Jan Bos                                                     | Ådne Søndrål                                                |
| 29-30 stycznia 2000  | Calgary                                                     | 5000 m (30 stycznia)                                        | Gianni Romme                                                | Frank Dittrich                                              | Bob de Jong                                                 |
| 5-6 lutego 2000      | 94. mistrzostwa świata w wieloboju 2000 – Milwaukee         | 94. mistrzostwa świata w wieloboju 2000 – Milwaukee         | 94. mistrzostwa świata w wieloboju 2000 – Milwaukee         | 94. mistrzostwa świata w wieloboju 2000 – Milwaukee         | 94. mistrzostwa świata w wieloboju 2000 – Milwaukee         |
| 12-13 lutego 2000    | Baselga di Pinè                                             | 1000 m (12 lutego)                                          | Ids Postma                                                  | Hiroyuki Noake                                              | KC Boutiette                                                |
| 12-13 lutego 2000    | Baselga di Pinè                                             | 5000 m (13 lutego)                                          | Bob de Jong                                                 | Frank Dittrich                                              | Rintje Ritsma                                               |
| 19-20 lutego 2000    | Heerenveen                                                  | 1500 m (19 lutego)                                          | Petter Andersen                                             | Rintje Ritsma                                               | Ids Postma                                                  |
| 19-20 lutego 2000    | Heerenveen                                                  | 5000 m (20 lutego)                                          | Gianni Romme                                                | Bob de Jong                                                 | Frank Dittrich                                              |
| 3-5 marca 2000       | 5. mistrzostwa świata na dystansach 2000 – Nagano           | 5. mistrzostwa świata na dystansach 2000 – Nagano           | 5. mistrzostwa świata na dystansach 2000 – Nagano           | 5. mistrzostwa świata na dystansach 2000 – Nagano           | 5. mistrzostwa świata na dystansach 2000 – Nagano           |

#### Klasyfikacje
| Lp. | Zawodnik           | Punkty |
| --- | ------------------ | ------ |
| 1.  | Jeremy Wotherspoon | 765    |
| 2.  | Hiroyasu Shimizu   | 750    |
| 3.  | Mike Ireland       | 478    |
| 4.  | Casey Fitzrandolph | 468    |
| 5.  | Jan Bos            | 424    |
| 6.  | Erben Wennemars    | 387    |
| 7.  | Jun’ichi Inoue     | 326    |
| 8.  | Patrick Bouchard   | 312    |
| 9.  | Michael Künzel     | 271    |
| 10. | Manabu Horii       | 244    |

| Lp. | Zawodnik            | Punkty |
| --- | ------------------- | ------ |
| 1.  | Jeremy Wotherspoon  | 755    |
| 2.  | Jakko Jan Leeuwangh | 623    |
| 3.  | Jan Bos             | 601    |
| 4.  | Erben Wennemars     | 417    |
| 5.  | Hiroyasu Shimizu    | 404    |
| 6.  | Michael Künzel      | 397    |
| 7.  | Choi Jae-bong       | 383    |
| 8.  | Mike Ireland        | 366    |
| 9.  | Jason Parker        | 273    |
| 10. | Casey Fitzrandolph  | 243    |

| Lp. | Zawodnik          | Punkty |
| --- | ----------------- | ------ |
| 1.  | Ådne Søndrål      | 360    |
| 2.  | Ids Postma        | 332    |
| 3.  | Rintje Ritsma     | 280    |
| 4.  | Petter Andersen   | 252    |
| 5.  | Hiroyuki Noake    | 233    |
| 6.  | Jan Bos           | 220    |
| 7.  | Jason Parker      | 181    |
| 8.  | Siergiej Cybienko | 174    |
| 9.  | Kevin Marshall    | 173    |
| 10. | Roberto Sighel    | 163    |

| Lp. | Zawodnik             | Punkty |
| --- | -------------------- | ------ |
| 1.  | Gianni Romme         | 420    |
| 2.  | Bob de Jong          | 420    |
| 3.  | Frank Dittrich       | 352    |
| 4.  | Rintje Ritsma        | 273    |
| 5.  | Keiji Shirahata      | 240    |
| 6.  | Roberto Sighel       | 200    |
| 7.  | Alexander Baumgärtel | 191    |
| 8.  | Lasse Sætre          | 176    |
| 9.  | Ids Postma           | 113    |
| 10. | Martin Hersman       | 106    |